# Ischnura damula
Ischnura damula är en trollsländeart som beskrevs av Philip Powell Calvert 1902. Ischnura damula ingår i släktet Ischnura och familjen dammflicksländor. Inga underarter finns listade i Catalogue of Life.